# Defensiver Spieler des Jahres (LHJMQ)
Als Defensivspieler des Jahres erhielt man eine Eishockeytrophäe in der Québec Major Junior Hockey League. Von 1990 bis 1994 wurde hierfür der Shell Cup und von 1995 bis 1997 der Ford Cup vergeben. Die bis 2006 vergebene Trophäe heißt Telus Cup. Der Angriffsspieler des Jahres erhielt eine Trophäe vom selben Sponsor mit gleichem Namen.

## Gewinner der Auszeichnung
| Jahr    | Spieler                            | Team                                     |
| ------- | ---------------------------------- | ---------------------------------------- |
| 2005/06 | Keith Yandle                       | Moncton Wildcats                         |
| 2004/05 | Martin Houle                       | Cape Breton Screaming Eagles             |
| 2003/04 | Corey Crawford                     | Moncton Wildcats                         |
| 2002/03 | Marc-André Fleury                  | Cape Breton Screaming Eagles             |
| 2001/02 | Éric Lafrance Jean-François Racine | Hull Olympiques Drummondville Voltigeurs |
| 2000/01 | Maxime Ouellet                     | Rouyn-Noranda Huskies                    |
| 1999/00 | Simon Lajeunesse                   | Moncton Wildcats                         |
| 1998/99 | Mathieu Chouinard                  | Shawinigan Cataractes                    |
| 1997/98 | Mathieu Garon                      | Victoriaville Tigres                     |
| 1996/97 | Jean-Sébastien Giguère             | Halifax Mooseheads                       |
| 1995/96 | Christian Laflamme                 | Beauport Harfangs                        |
| 1994/95 | José Théodore                      | Hull Olympiques                          |
| 1993/94 | Steve Gosselin                     | Chicoutimi Saguenéens                    |
| 1992/93 | Jocelyn Thibault                   | Sherbrooke Faucons                       |
| 1991/92 | Jean-François Labbé                | Trois-Rivières Draveurs                  |
| 1990/91 | Félix Potvin                       | Chicoutimi Saguenéens                    |
| 1989/90 | Pierre Gagnon                      | Victoriaville Tigres                     |

## Quelle
- Québec Major Junior Hockey League Guide 2013–14, S. 226